# Stole (canción)
«Stole» es una canción de la cantante americana Kelly Rowland. Fue coproducida y escrita por Dane Deviller , Sean Hosien y Steve Kipner, que forma parte de su disco como solista simply deep (2002). Fue bien recibido por la crítica, la letra de la canción es la crónica de jóvenes en diferentes escenarios, cuyas vidas se ven drásticamente cambiadas por las secuelas de un suicidio y un tiroteo en la escuela.
Stole fue lanzado como single principal del álbum.entró en las veinte posiciones de las listas de varios países, alcanzó los 5 primeros en Australia, irlanda, nueva zelanda y reino unido, en Estados Unidos llegó has el top 26.
- Datos: Q6134381